# Hermann Yborch

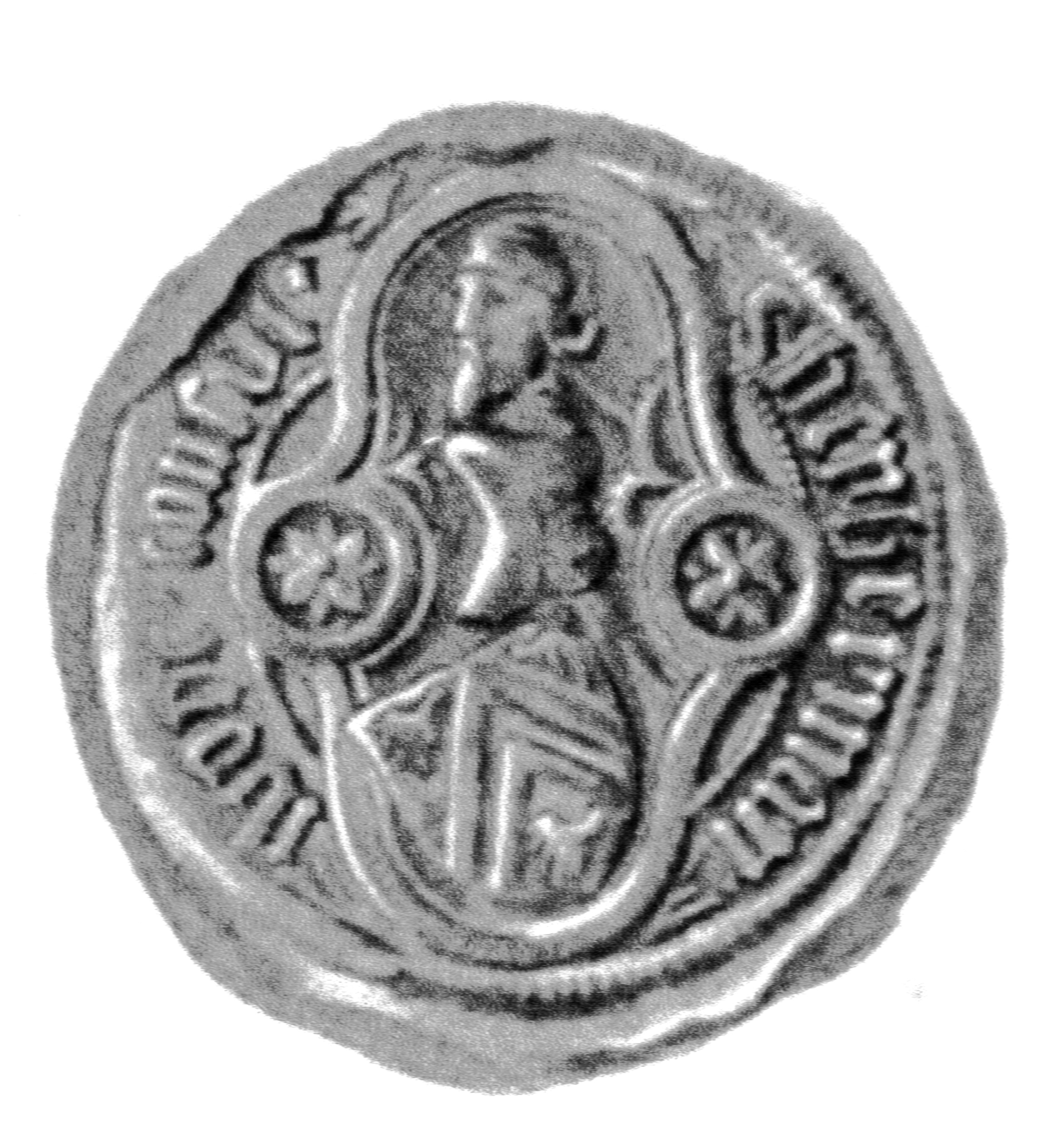
Siegel des Hermann Yborg

Hermann Yborg (* Visby; † 1410 in Lüneburg) war ein Ratsherr der Hansestadt Lübeck.

## Leben
Hermann Yborg stammte aus Visby und war der Sohn des gleichnamigen Ratsherrn dort. Yborg wurde 1384 in den Lübecker Rat erwählt und wurde Mitglied der Zirkelgesellschaft. In Testamenten Lübecker Bürger wird er nach 1399 zweimal als Vormund aufgeführt. Im Zuge der bürgerlichen Unruhen verließ er Lübeck und begab sich in das Lüneburger Exil des Alten Rates, dessen Klage gegen den Neuen Rat er sich anschloss. Sein Wohnhaus am Schüsselbuden 2 wurde vom Neuen Rat konfisziert.